# アンソニー・ハンター

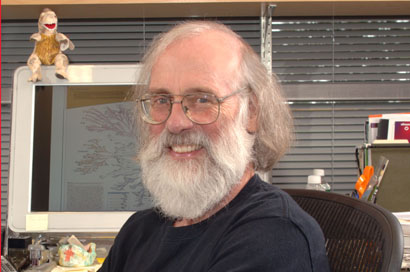
アンソニー・ハンター

アンソニー・ハンター（Anthony "Tony" Rex Hunter, 1943年8月23日 - ）はアメリカ合衆国の生物学者。発がん遺伝子Srcである酵素チロシンキナーゼを発見し、タンパク質のチロシンリン酸化が癌の発生の原因であることを突き止め、チロシンキナーゼ酵素阻害剤研究の第一人者となっている。
イギリス・ケント生まれ。1965年ケンブリッジ大学卒業。1969年同大学院で博士号を取得。1975年ソーク研究所助教授。1982年同教授。2008年同がんセンター所長。1979年カリフォルニア大学サンディエゴ校准教授。1992年から2008年にかけてアメリカがん協会教授。1987年王立協会フェロー選出。

## 受賞歴
- 1994年 ガードナー国際賞
- 1997年 クルーニアン・メダル
- 2001年 慶應医学賞
- 2004年 ルイザ・グロス・ホロウィッツ賞、アストゥリアス皇太子賞 学術・技術研究部門
- 2005年 ウルフ賞医学部門
- 2012年 トムソン・ロイター引用栄誉賞
- 2014年 ロイヤル・メダル、BBVA Foundation Frontiers of Knowledge Award
- 2017年 ショーベリ賞
- 2018年 唐奨
- 2024年 プリンス・マヒドール賞医学部門

## 参照
- Tony Hunter 慶応義塾大学
- Tony Hunterソーク研究所